# هنرهای نمایشی
هنرهای نمایشی شکلی از هنر است. که هنرمند در آن با استفاده از بدن و فیزیکِ خود در 
وهلهٔ نخست و سپس بهره‌گیری از امکانات دیگر به خلق هنر خود می‌پردازد. اصطلاح «هنرهای نمایشی» برای اولین بار در سال ۱۷۱۱ در زبان انگلیسی برای مجموعه‌ای از هنرهای دیداری متکی به بازیگر مورد استفاده قرار گرفته است.
هنر نمایشی به هنری گفته می شود که با استفاده از زبان بدن قابل اجرا باشد . و پیام مورد نظر را به بیننده این اثر هنری انتقال دهد. مانند یک نمایش تئاتر
هنرهای نمایشی در رشته ادبیات نمایشی در دانشگاه های کشور در حال تدریس است و هنرجویان علاقه مند به این رشته می توانند در آن تحصیل کنند. ( ساعی اسلامی )

## تقسیم‌بندی
هنرهای نمایشی شامل: انواع رقص، موسیقیِ زنده، اپرا، تئاتر (زنده و عروسکی)، سینما، شعبده‌بازی و تردستی، داستان‌گویی، نمایش‌های سیرک (بندبازی، معرکه‌گیری، کار با حیوانات و نمایش‌های پهلوانی) و سایر هنرهای مشابه است.
هنرمندانِ این نمایش‌ها با عنوان‌هایی چون: هنرپیشه، کمدین، رقصنده، شعبده‌بازان، نوازندگان و خوانندگان نام برده می‌شوند.

## رقص
مقالهٔ اصلی: رقص

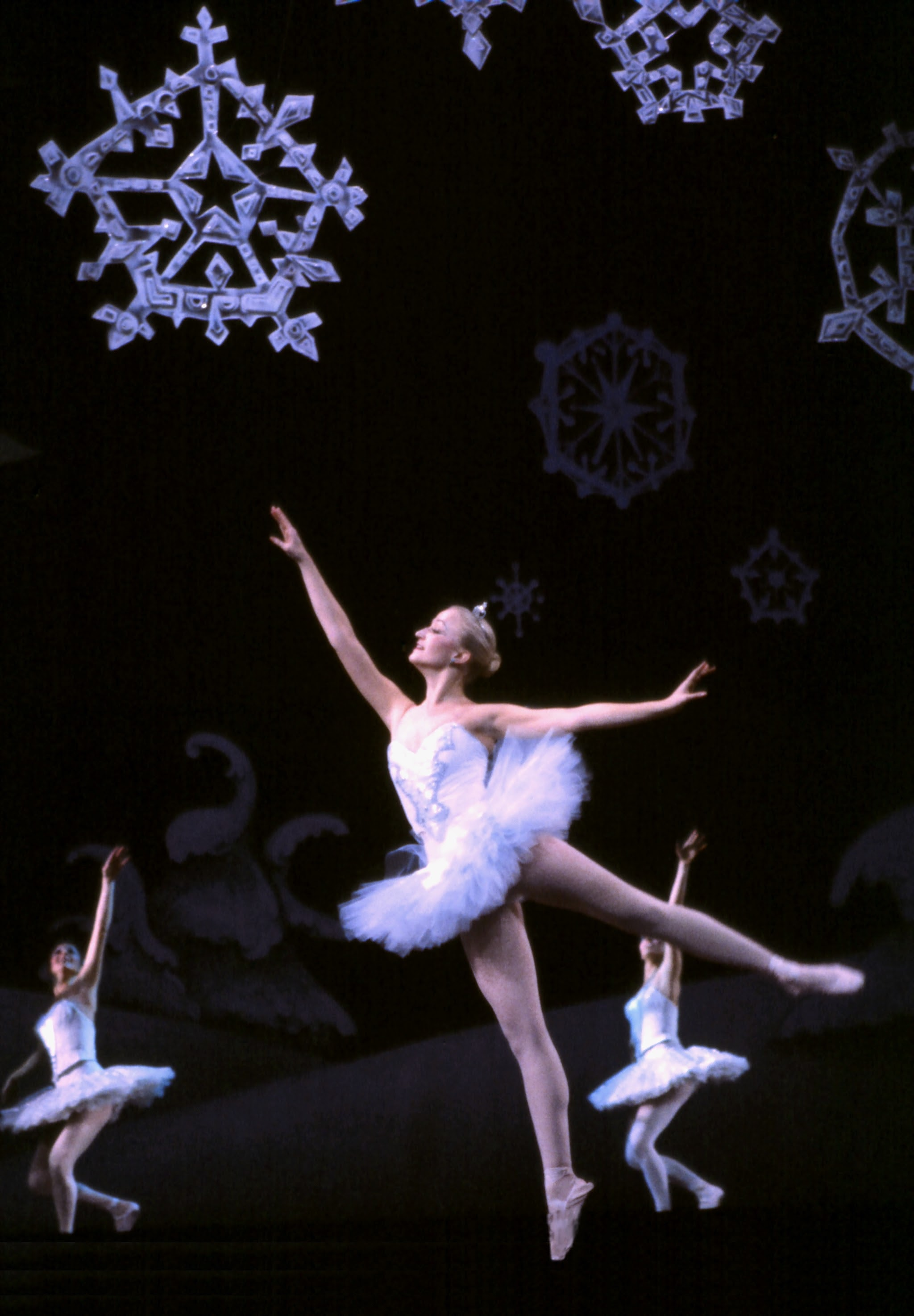
رقص برف

رقص معمولاً به حرکت‌های انسان که برای بیان یک حالت انجام می‌گیرد گفته می‌شود. رقص می‌تواند در یک محیط اجرایی، روحانی یا اجتماعی اجرا شود.
به افرادی که به انجام رقص می‌پردازند رقصنده می‌گویند و به خودِ واکنشِ رقص، رقصیدن یا رقص گفته می‌شود.
در فرهنگ معاصر ایرانی، رقاص لفظی است با بار منفی که به رقصندگان باشگاه‌های شبانه از جمله رقص نیمه عریان عربی و رقص برهنهٔ غربی گفته می‌شود. به‌کار بردن این لفظ برای کسانی که حرفهٔ آنان نوعی از انواع رقص‌های هنری است ناپسند است.
انواع هنر رقص: رقص باله، رقص فولکلر، رقص بالروم، رقص آیینی.

## اپرا
مقالهٔ اصلی: اپرا
اُپرا آمیزه‌ای از موسیقی و تئاتر است تا حقیقت به تصویر کشیده شود. ازاین‌رو برای خلق آثار اپرایی باید در دو بخش موسیقی و نمایش آگاهی داشت تا بتوان پدیده‌ای درخور تحسین ایجاد کرد.
اپرا مجموعه‌ای است از هنرهای مختلف: موسیقی، ادبیات، فن بازیگری، طراحی صحنه، دکور و کارگردانی. اپرا از ارزنده‌ترین پدیده‌های جهان موسیقی است. طی چندین قرن، اپرا با تحولات فراوان، همه گونه رویدادها و سبک‌های موسیقی را تجربه کرد و به تکامل رسید.
آوازهای اپرا شامل دو قسمت است:
- آریا (Aria) که قسمت اصلی اپراست و خواننده در آن با آرایش‌های آوازی، قدرت و مهارتش را ابراز می‌دارد.
- گفت‌آواز (به فرانسوی: Recitatif) که نوعی از فن بیان و مکالمهٔ آوازی است و غالباً پیش از آریا قرار می‌گیرد. در اپرای ایتالیایی، گفت‌آواز رابط بین دو آریاست:

الف- گفت‌آواز خشک Recitatif Secco که آواز بدون ارکستر است و فقط با چند آکورد کوتاه همراهی می‌شود.
ب- گفت‌آواز همراهی‌شونده Recitatif accampagne که خواننده به همراهی ارکستر می‌خواند و بیشتر در اپراهای فرانسوی معمول است.

## تئاتر

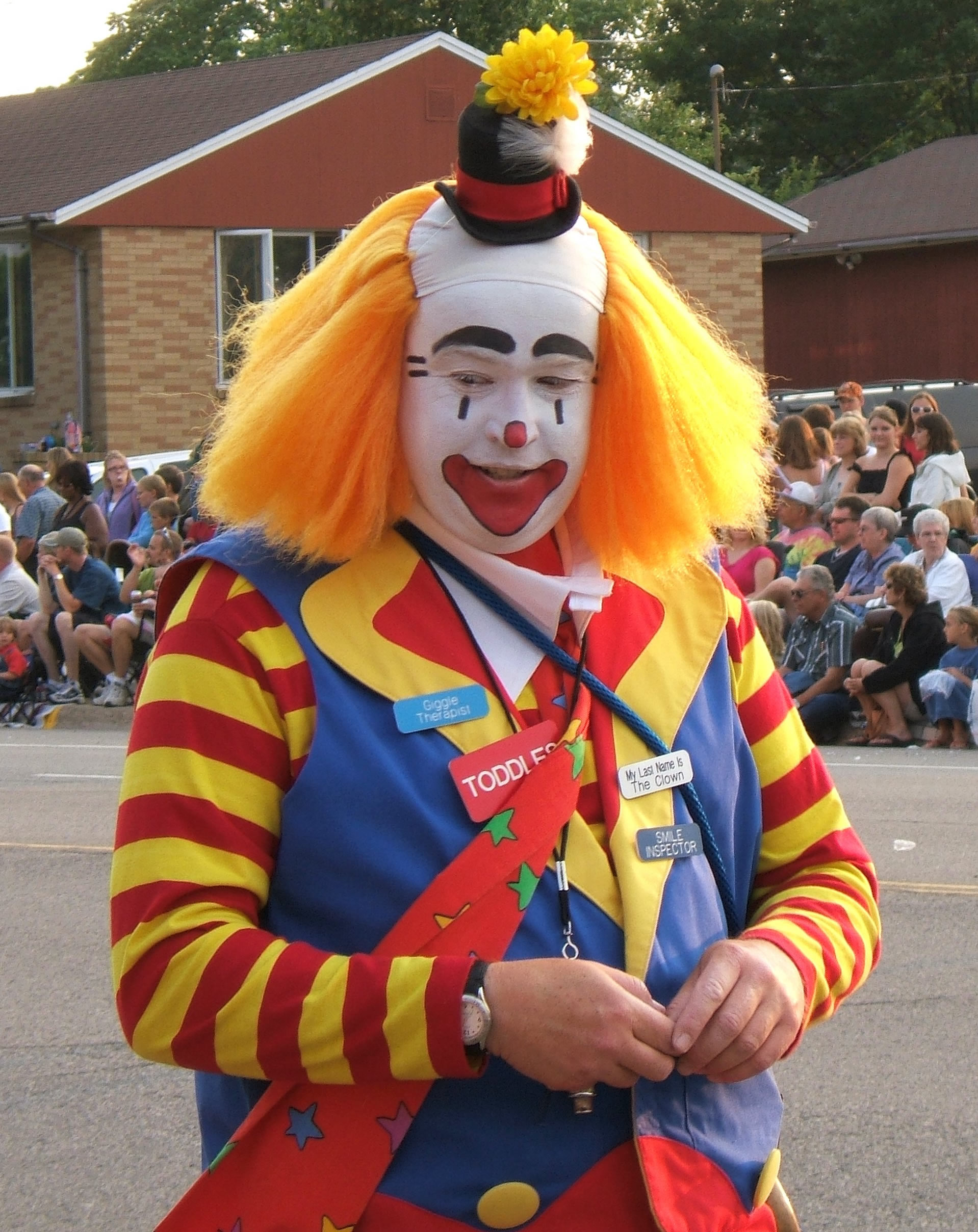
دلقک

اگر عبارت «هرگاه A نقش B را برای C بازی کند یک نمایش شکل گرفته‌است» را برای تعریف نمایش بپذیریم وابستگی غیرقابل انکار هنرهای نمایشی به سه مقوله (بازیگر، نقش و تماشاگر) مشخص می‌شود. تئاتر در ساده‌ترین تعریف شکلی از نمایش است که علاوه بر این سه عامل وابسته به عوامل دیگری چون «محل نمایش، متن نمایشی، زمان اجرا و فرایند تولید تا ارائه دارد» با این تعریف نمایش‌های غیر داستانی در ردیف تئاترها قرار نمی‌گیرند.
تئاتر از کلمهٔ یونانی «تئاترون» به‌معنی تماشاخانه یا محل تماشا گرفته شده‌است و شامل انواع مختلفی چون نمایش زنده با بازیگر، نمایش‌های عروسکی، پانتومیم، تئاتر تلویزیونی، اپرا، باله، نمایش‌های موزیکال، نمایش رادیویی، نمایش‌های آیینی (به شرط داشتن ساختار روایی) و شکل‌های خاصی از نمایش‌های سنتی ملل و اقوام (برای نمونه: نقالی، پرده‌خوانی، نمایشنامه‌خوانی، تخت حوضی، تعزیه در ایران) و نمونه‌های متعدد دیگری است.
تئاتر امروزه ازنظر ساختار و شکل ارائه گستردگی فراوانی یافته و شکل‌های گاه بدیعی چون (تئاتر خیابانی، تئاتر محیطی، تئاتر مواجه، تئاتر پوچی و…) که برخی از آن‌ها در شکل اجرا و تعدادی نیز در ساختار نمایشنامه دست به نوآوری زده‌اند.

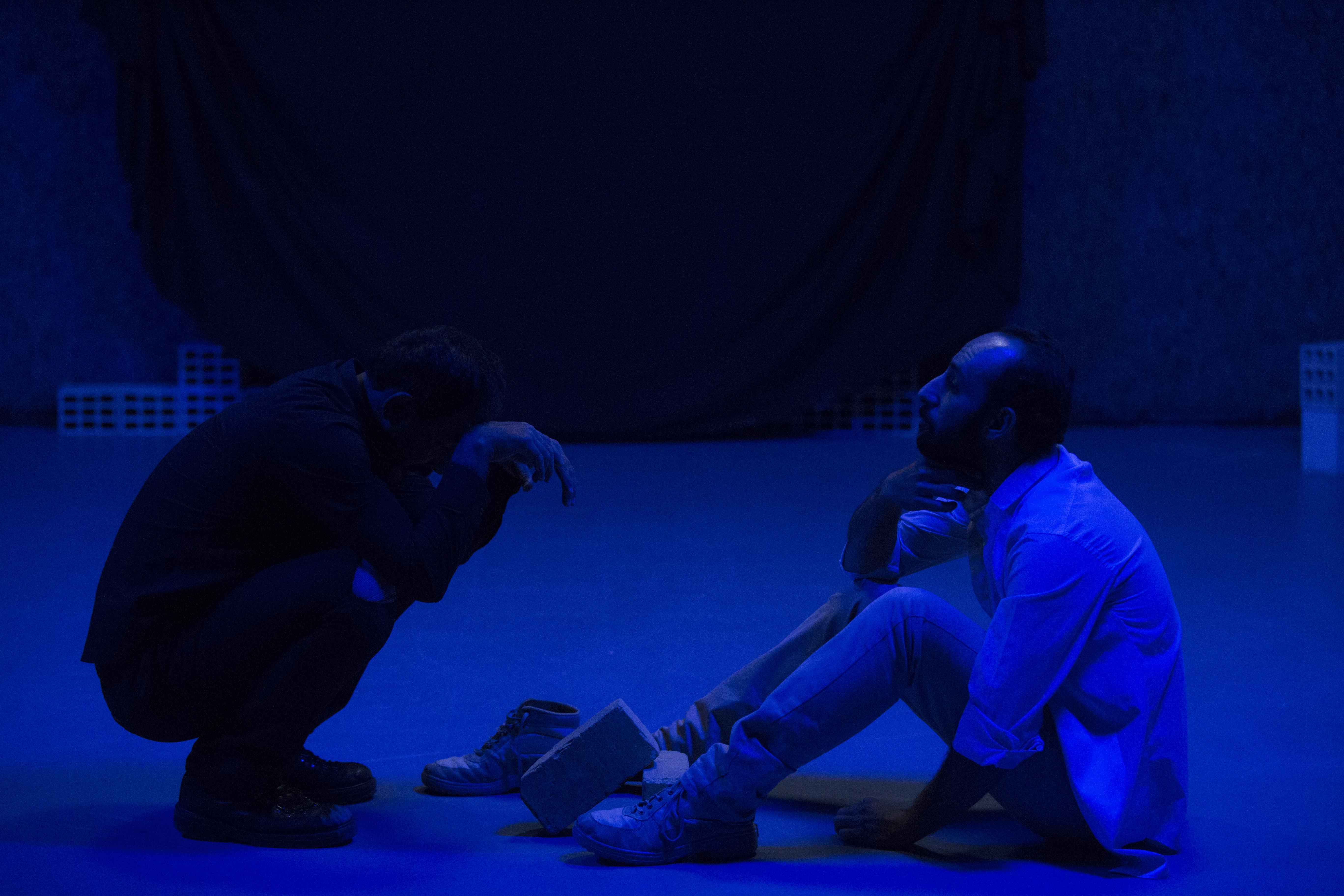
دو بازیگر در صحنه ای از تئاتر هملت نوشته ویلیام شکسپیر. (اجرا شده در قم توسط گروه تئاتر گاراژ)

ریچارد فورمن، پیتر بروک، یرژی گروتوفسکی، خوان آکالایتیس، رابرت ویلسون، الیزابت لکامپت، پیتر سلارز، ژوزف اسووبودا، آندره سربن، آرین منوشکین و مارتا کلارک از جمله کارگردان‌هایی هستند که تئاتر را به گوناگونی شیوه‌ها و سیستم‌های ارتباطی آن تجربه کرده‌اند.

## سیرک
مقاله اصلی: سیرک
رومیان اولین کسانی بودند که واژهٔ سیرک را به‌کار بردند در آن زمان به محوطهٔ وسیعی که محل نمایش‌های مهیجی همچون اسب دوانی، آکروبات، مسابقه ارابه رانی و کشتی بود سیرک گفته می‌شد. نوع جدید سیرک از سال‌های ۱۷۰۰ میلادی آغاز به کار کرده‌است و در آن از شعبده باز، دلقک، آکروبات باز و همه نوع حیوان رام شده و حتی شیر و خرس هم استفاده می‌شود.

## تاریخچه هنرهای نمایشی در غرب

### دوره کلاسیک

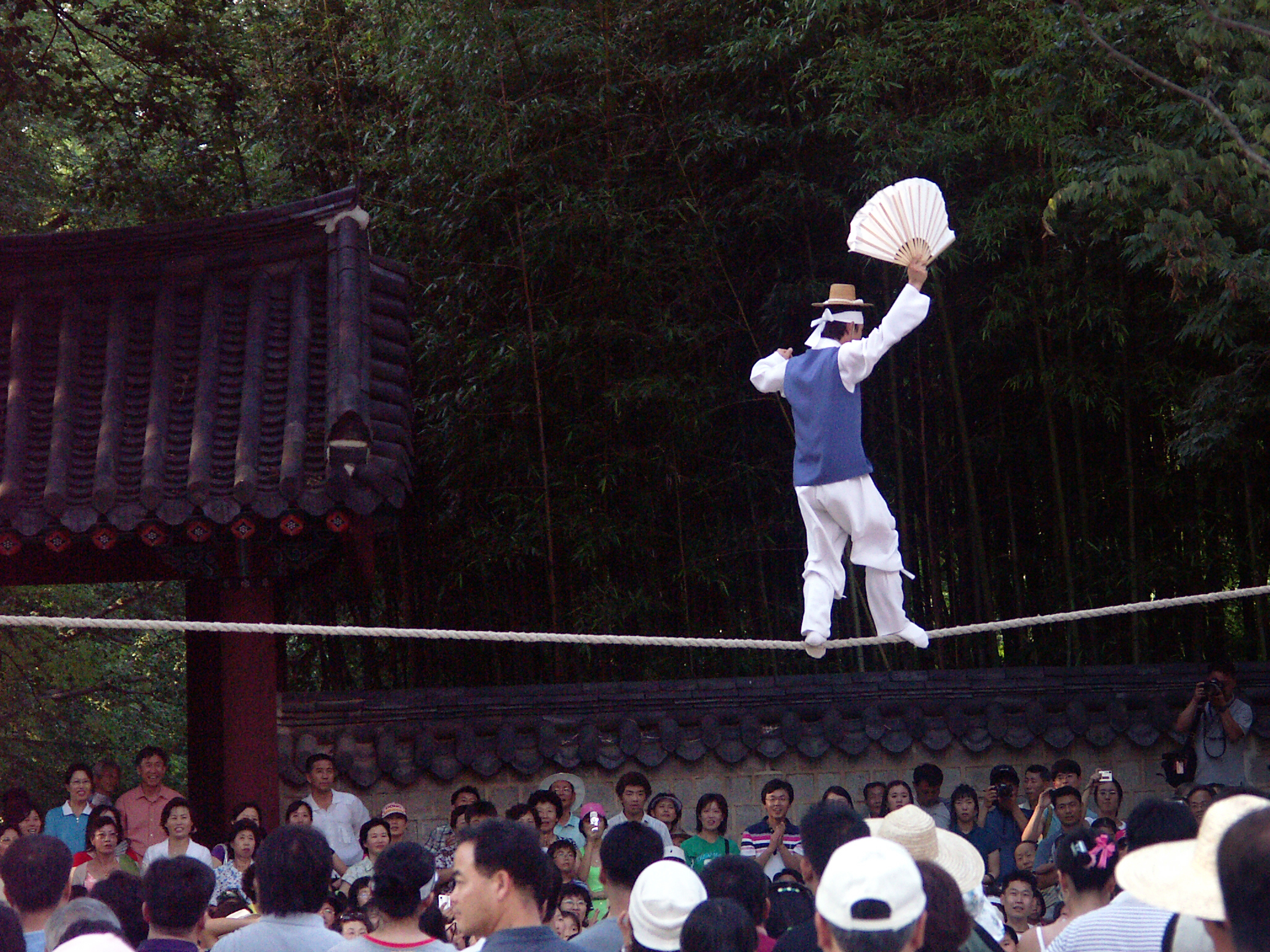
یک بند باز سیرک در کشور کره

در اوایل قرن ۶ قبل از میلاد اولین حرکت‌های رسمی برای ایجاد سنت‌های نمایشی کلاسیک در یونان آغاز شد. نمایش‌های تراژدی و شادی‌نامه که ریشه در آئین‌های مذهبی یونان باستان داشتند شکل گرفت و با وجود نویسندگان بزرگی چون سوفوکل، اوریپید، آریستوفان و… به سرعت پیشرفت کرد. این سنت بعدها توسط رومی‌ها ادامه یافت و شکل کپی برداری شده‌ای از نمایش‌ها در روم همزمان باسایر نمایش‌های سرگرم‌کننده دیگر چون «گلادیاتور بازی» و «مبارزات خونین پهلوانی» پیشرفت کرد. همزمان شکل جدیدی از نمایش پانتومیم در روم به وجود آمد که نوعی از تئاتر بی کلام بود. با ظهور دین مسیحیت و رشد قدرت و نفوذ کلیساها برای مدتی هرگونه فعالیت نمایشی ممنوع و حرام دانسته شد. اما حرکت هنر نمایش هرگز به‌طور کامل متوقف نشد و اینبار در قالب نمایش‌های کارناوالی با موضوع «زندگی و آلام مسیح و حواریون» ونیز شکل جدیدی از نمایش‌های اخلاقی در فاصله قرون ۹ تا ۱۴ پدید آمد.

### دوره رنسانس

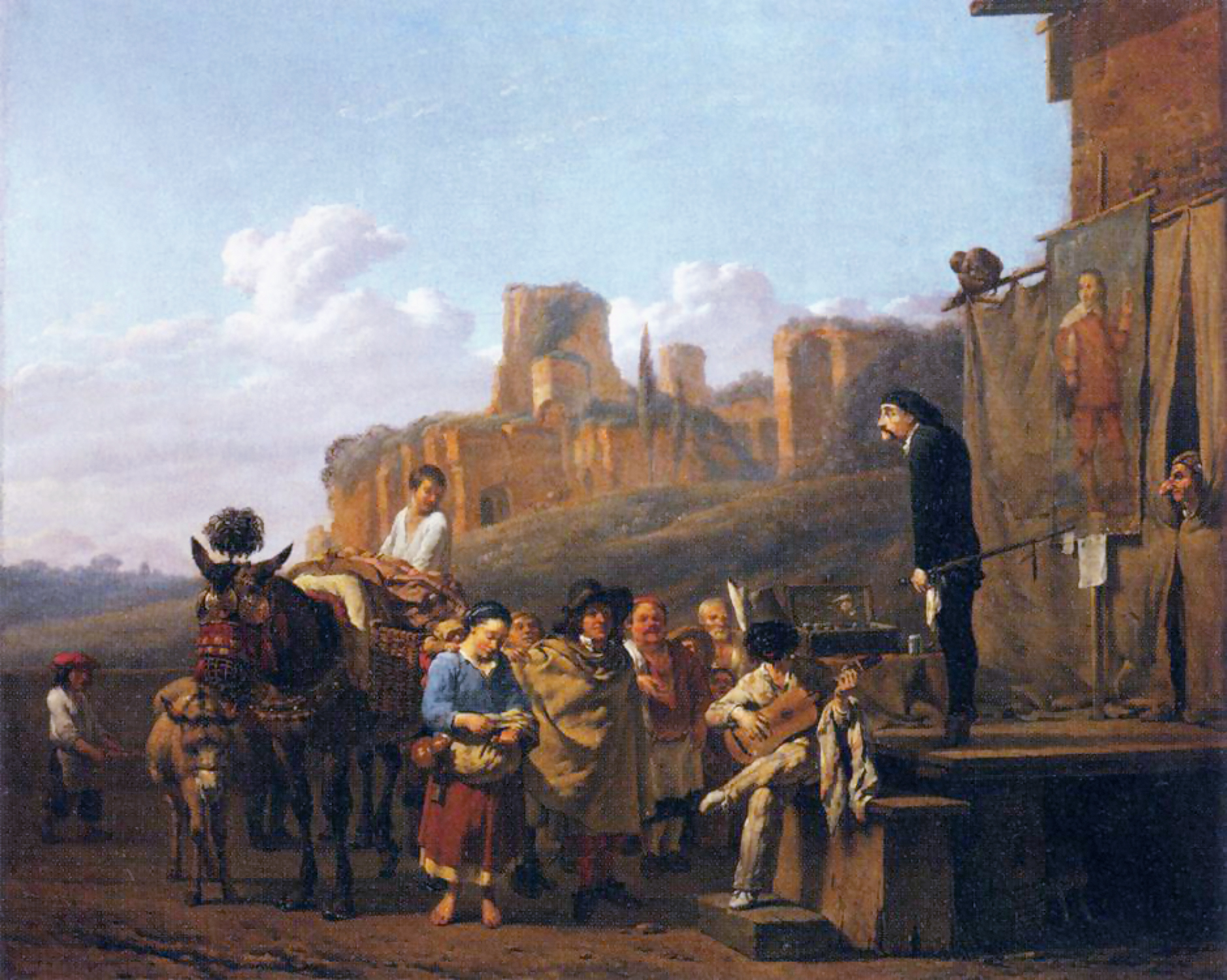
نمایشگران دوره‌گرد

رنسانس در سال‌های ۱۳۰۰ از ایتالیا آغاز شد و در عرض سه قرن در سراسر اروپا انتشار یافت. به ندرت در دوره‌ای چنین کوتاه از نظر تاریخی، رخدادهای متعددی به وقوع می‌پیوندد. حال آنکه این قرن‌ها سرشار از تغییرات اساسی و فعالیت‌های بزرگ است. جهان امروزی نتیجهٔ همین فعالیت هاست، زیرا رنسانس پایه‌های اقتصادی، سیاسی، هنری و علمی تمدن‌های کنونی غرب را بنا نهاد.
دانش و هنر پیشرفتهای عظیمی در ایتالیای سدهٔ پانزدهم و شانزدهم به وجود آوردند. این احیای فرهنگی به رُنِسانس (یعنی نوزایش) مشهور شده‌است. دانشمندان، سرایندگان و فیلسوفانی ظهور کردند که با الهام از میراث اصیل روم و یونان با دیدگانی تازه‌تر به جهان می‌نگریستند. نقاش‌ها به مطالعهٔ کالبد انسان پرداختند و اعضای بدن انسان را به شیوهٔ واقع‌گرایانه‌ای نقاشی می‌کردند. فرمانروایان ساختمان‌ها و کارهای بزرگ هنری را سفارش دادند. این عقاید تازه بزودی در سراسر اروپا گسترش یافت.
در تاریخ هنر معمولاً دوران رنسانس را به این مراحل، بخش می‌کنند:
- آغازین (حدود ۱۳۰۰ - حدود ۱۴۲۰)
- پیشین (حدود ۱۴۲۰- حدود ۱۵۰۰)
- پسین یا اوج (حدود ۱۵۰۰ - حدود ۱۵۲۷)[۱۲]

در این دوران شکل‌های جدیدی از هنرهای نمایشی مانند کمدیادلارته و باله که گونه‌ای رقص نمایشی بود به‌وجود آمدند.
اولین بالماسکه‌هاو نمایش‌های بداهه در قرن ۱۶ در انگلیس با ظهور بزرگان عرصه نمایش چون شکسپیر، بن جانسن، کریستوفر مارلو پدید آمدند که ترکیبی بودند از حرکات نمایشی، رقص همراه با موسیقی که هنرمندان آن با پوشیدن لباس‌های عجیب که به‌طور استادانه‌ای طراحی شده بودند به هنرنمایی می‌پرداختند.
تئاتر کودک ونوجوان در ایران و تشکیل گروه‌های نمایشی و اجرا در مدارس و مهد کودک‌ها
کارگاه تئاتر کودک (بومرنگ) از پیش رویان تئاتر کودک ونوجوان در ایران با تولید نمایش‌های موزیکال ازسال ۱۳۸۴ و اجرای آن‌ها در آمفی‌تئاترهای ایران بخش خصوصی در تئاتر را توسعه داده و تولیداتش از پرمخاطب‌ترین تاترهای کودک ونوجوان بوده است.

## گالری

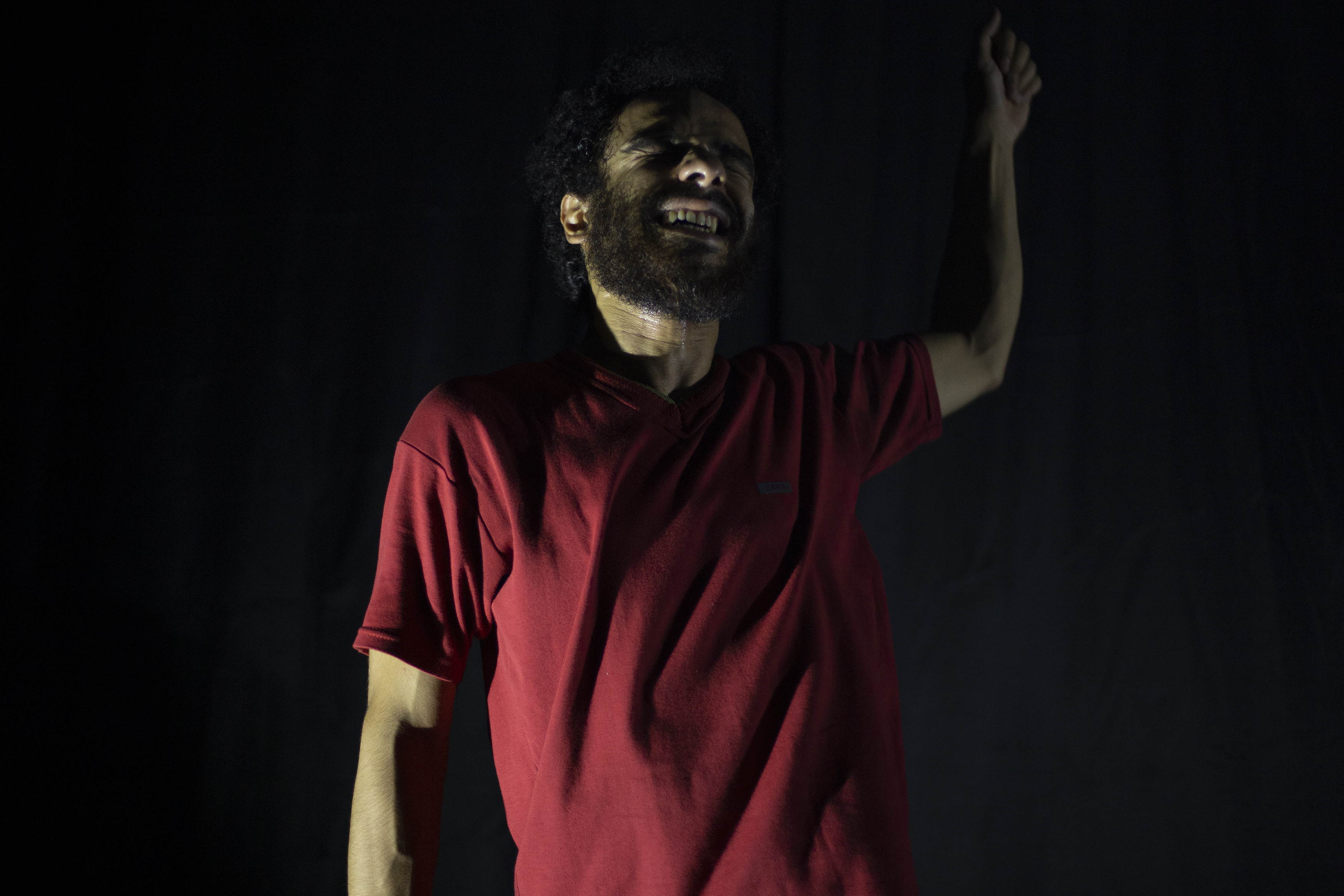
یک بازیگر پرفورمانس (تئاتر آزمایشگاهی) در حال طراحی یک رقص شخصی
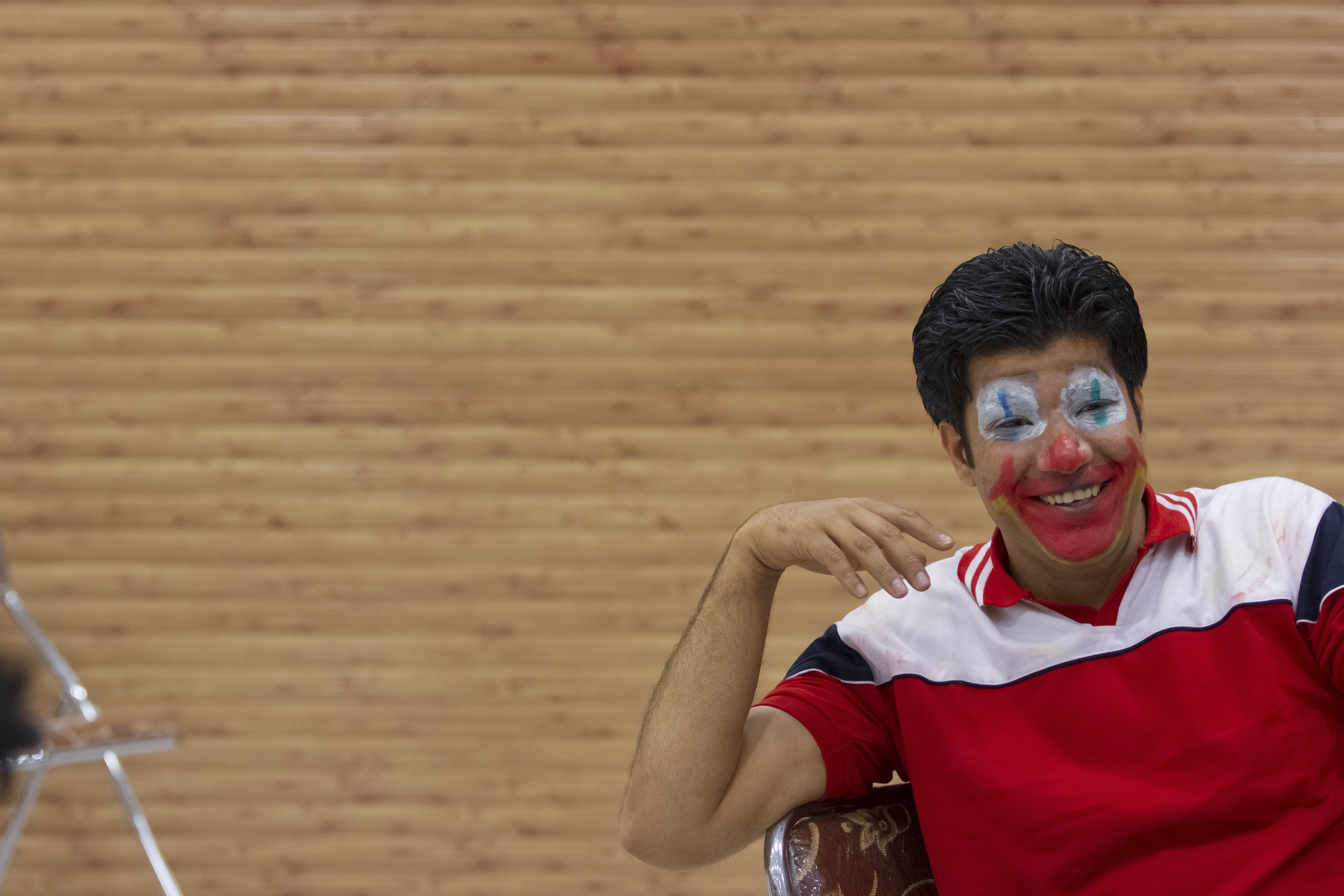
یک بازیگر تئاتر کلون یا تئاتر بداهه با گریم دلقک
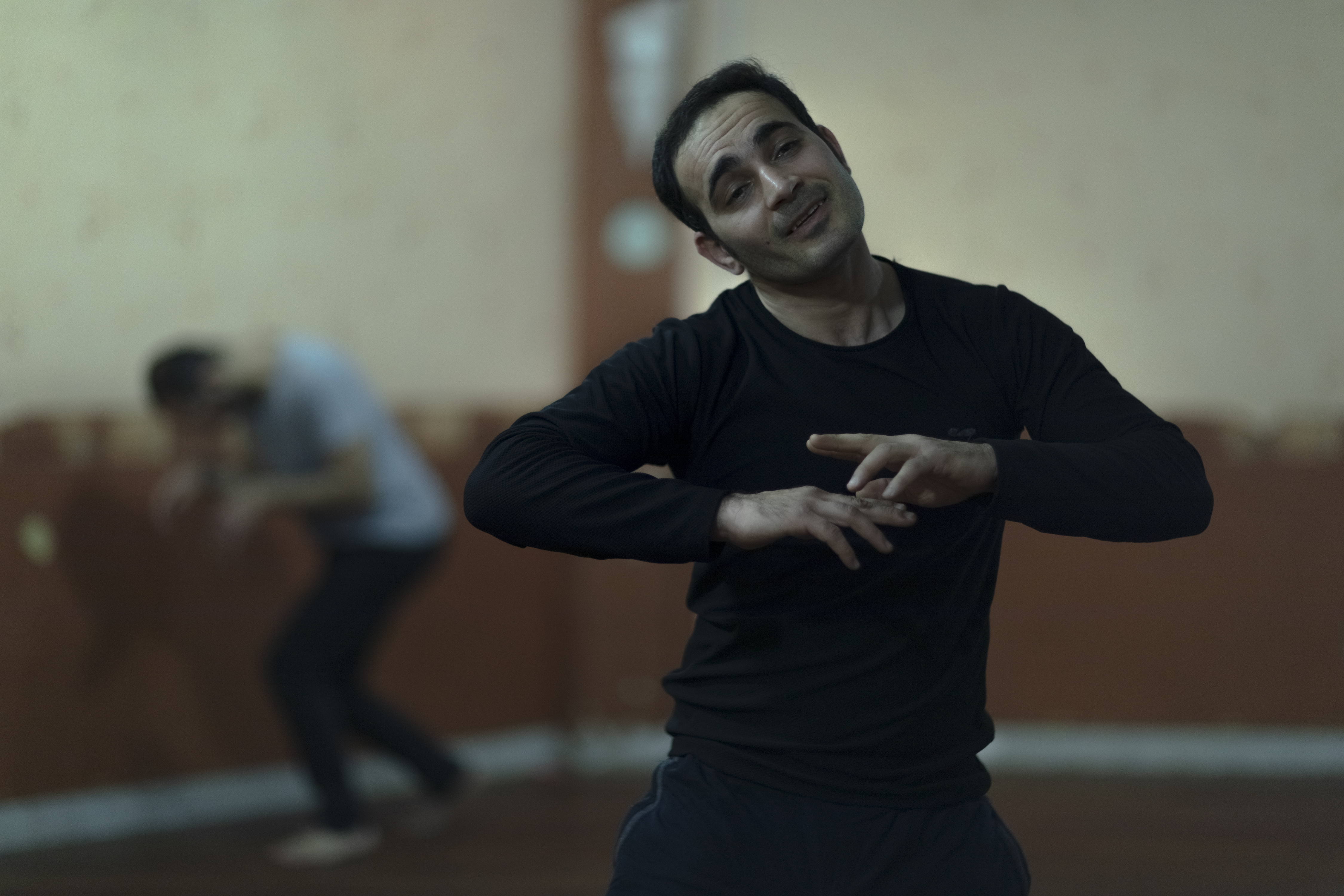
یک بازیگر تئاتر تجربی در ایران
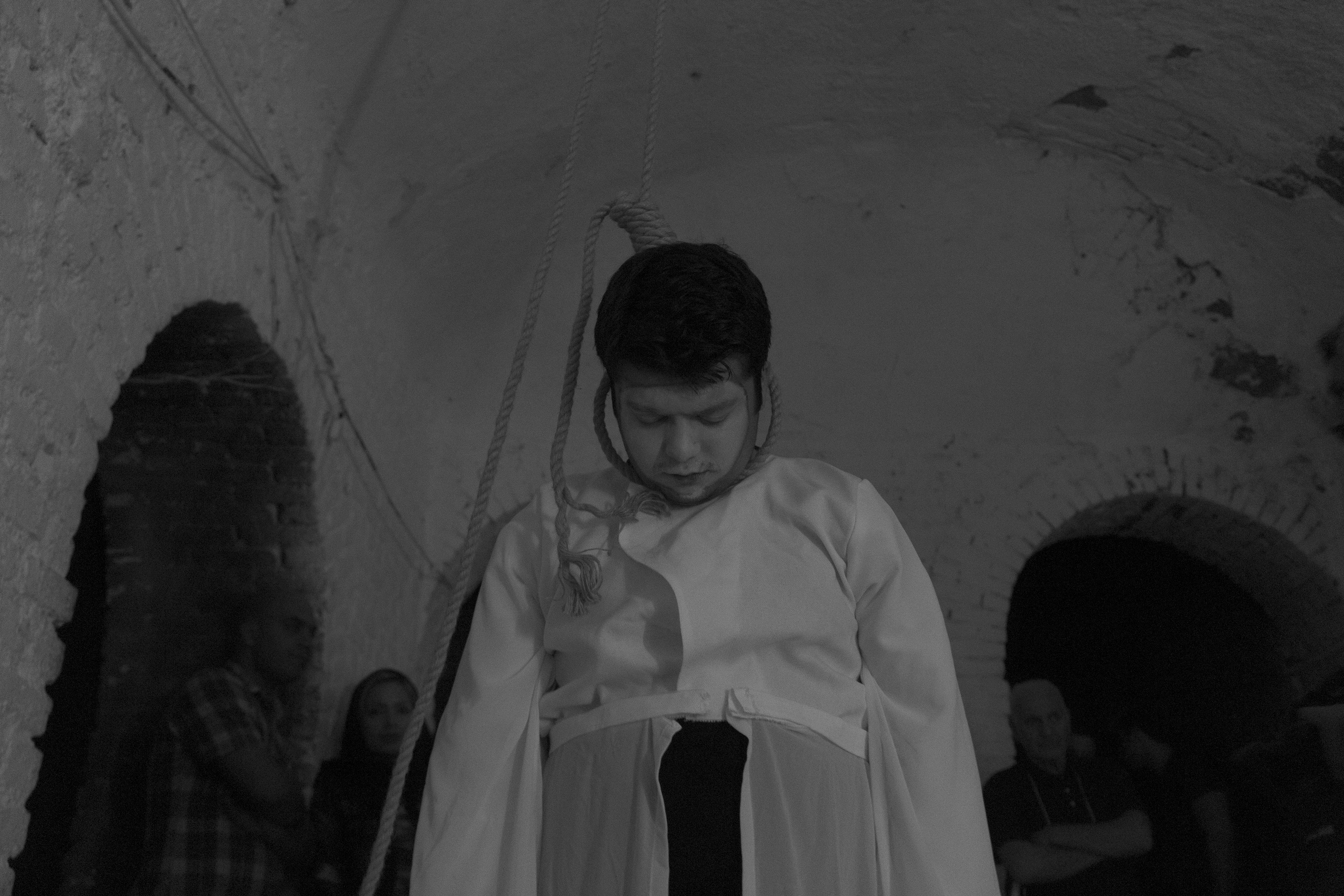
بازیگر در یک تئاتر پرفورمانس با نام "به دادمان برسید" در تماشاخانه "دا" شهر تهران خود را به دار زده است
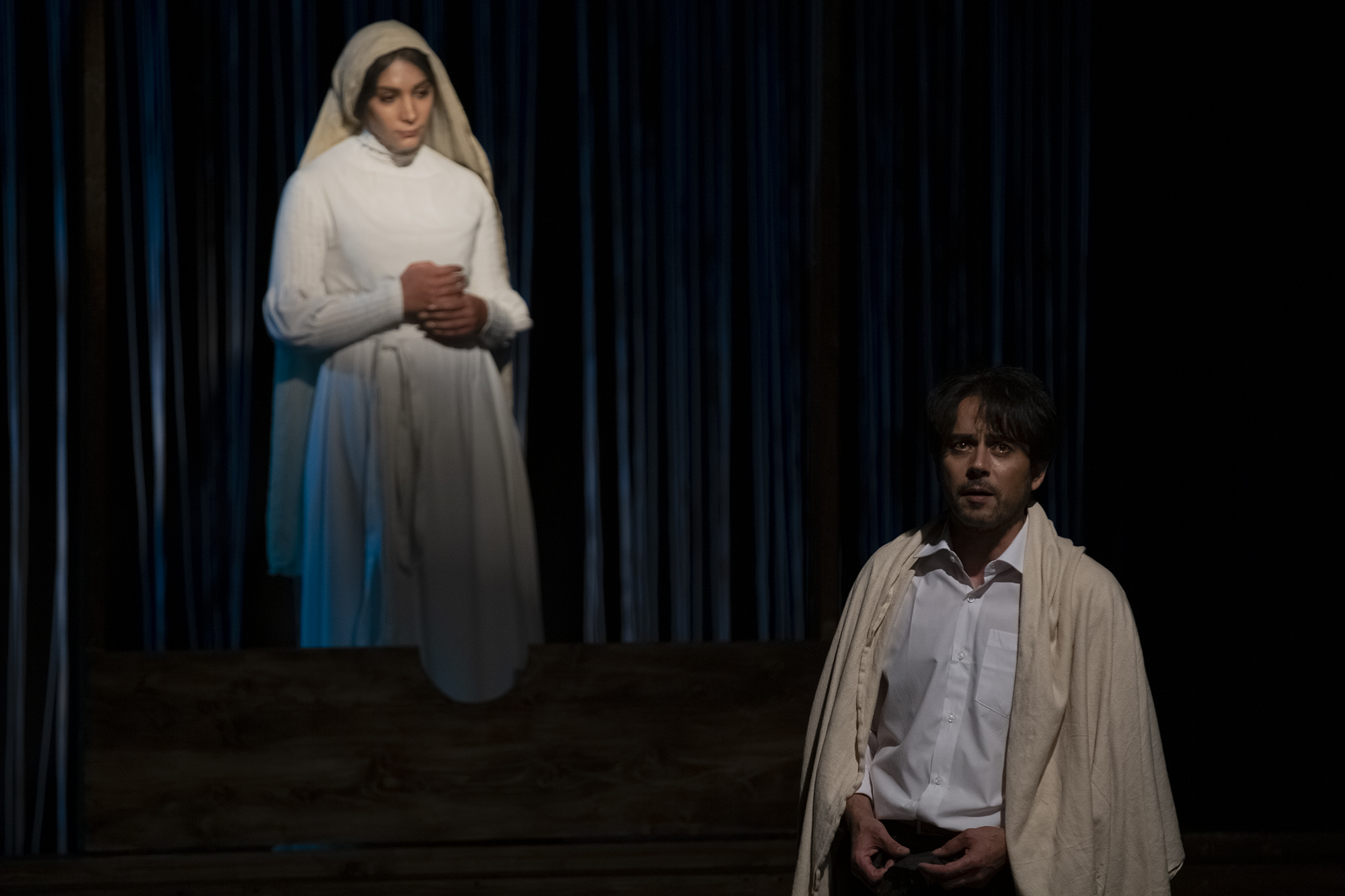
نمایش بیگانه نوشته آلبرکامو با بازنویسی و کارگردانی مسعود دلخواه در سالن تئاترشهر تهران
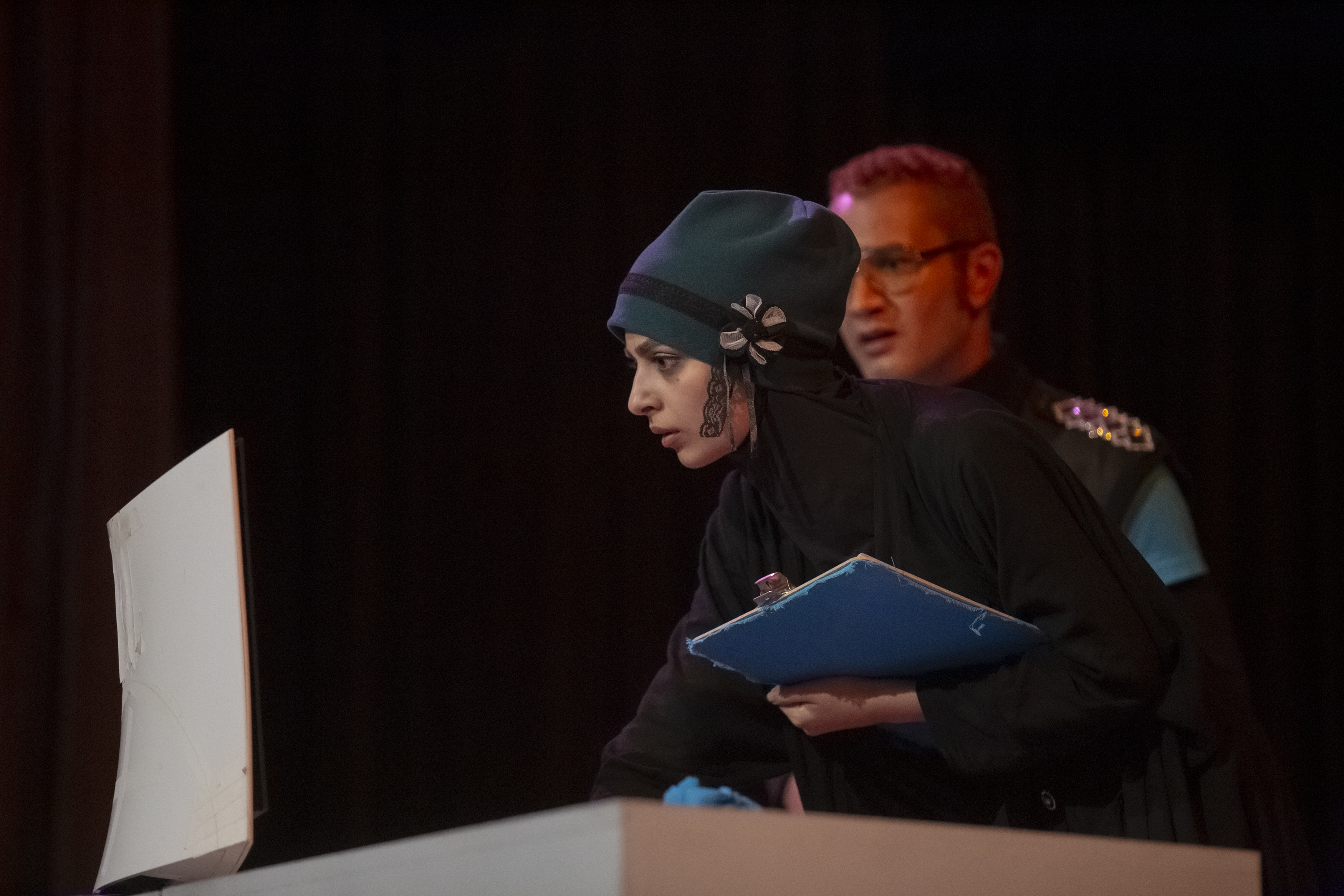
نمایش منظومه
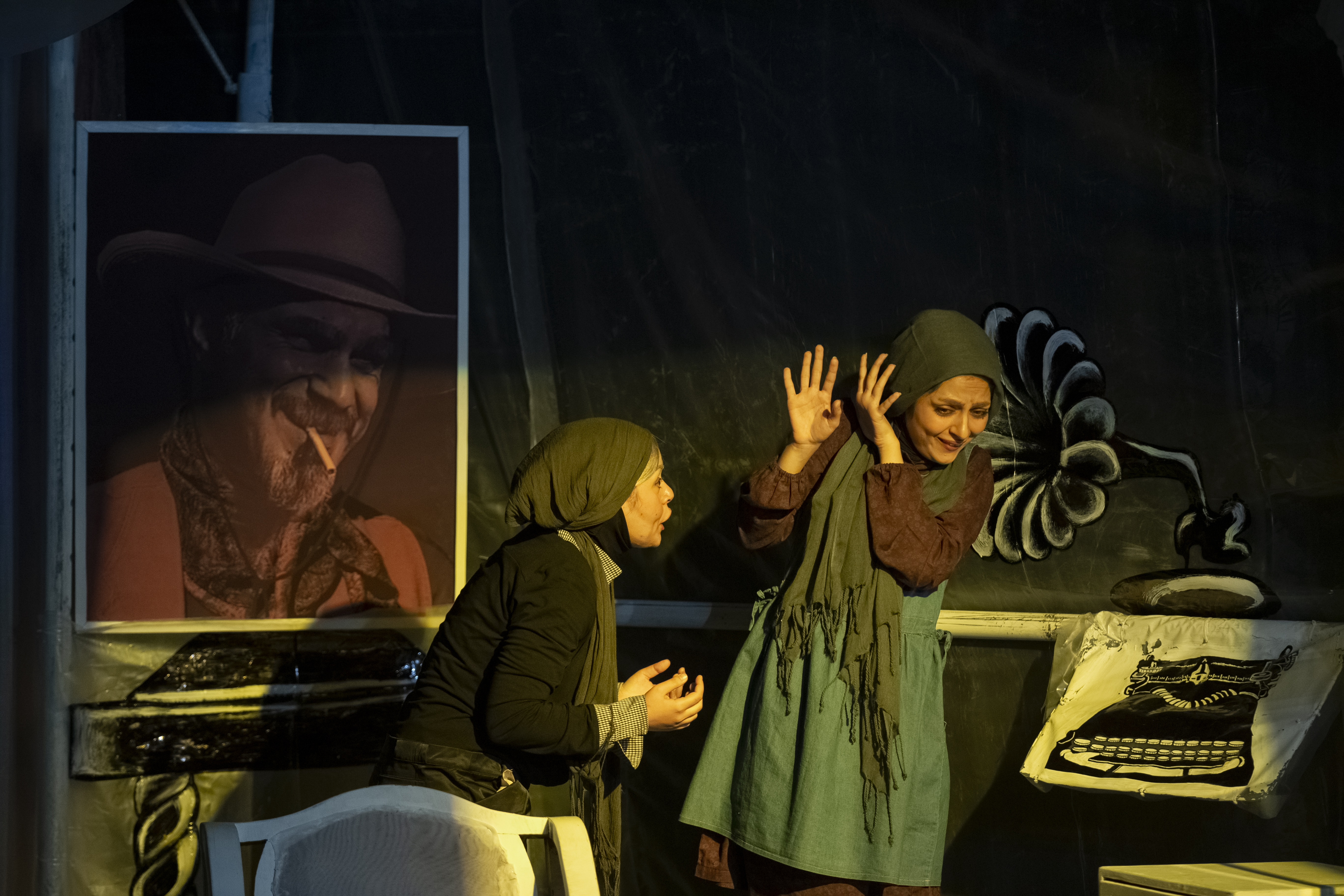
تئاتر باغ وحش شیشه ای اثری از تنسی ویلیامز که در سالن قدس مصلی قدس قم  به روی صحنه رفت
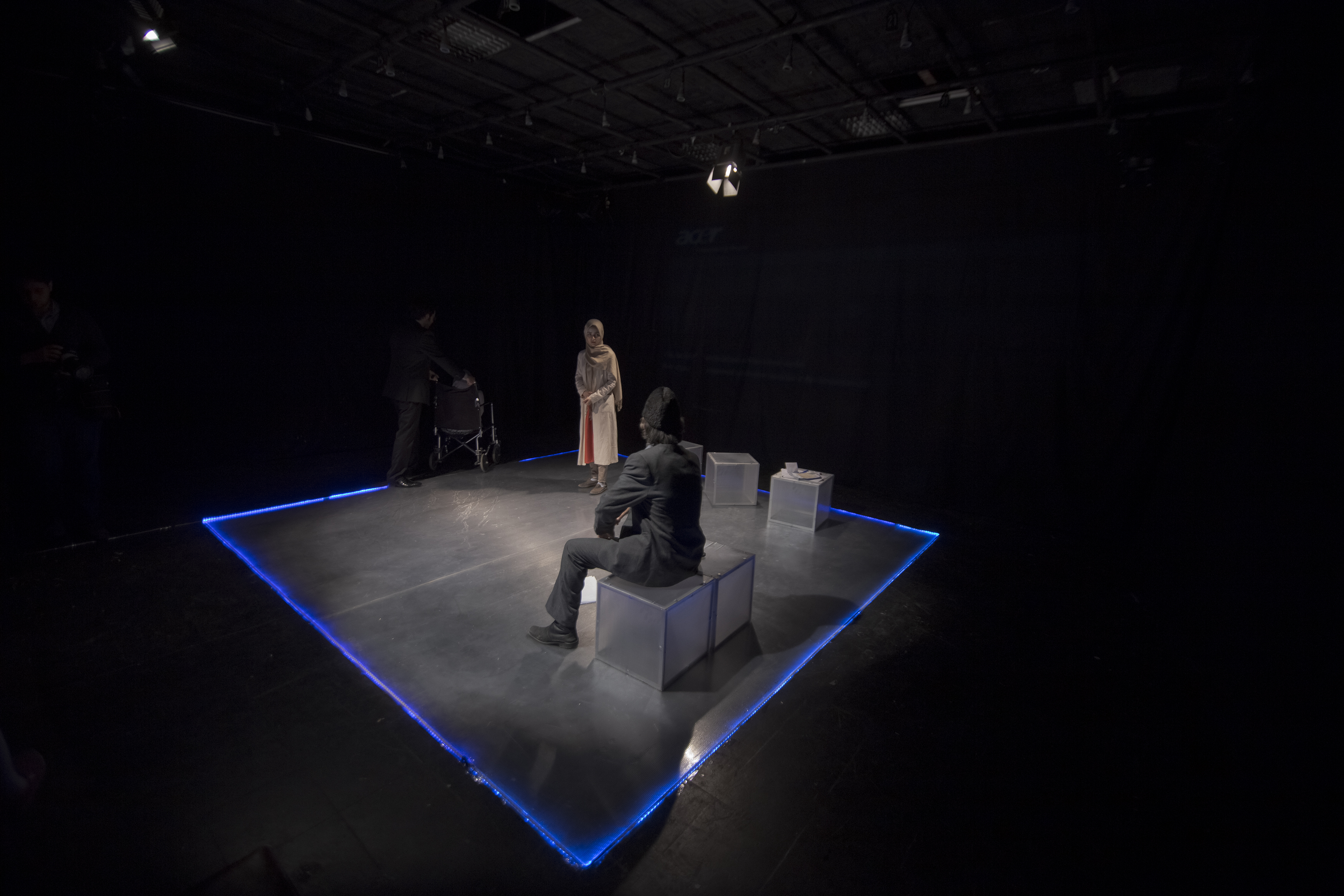
یک تئاتر آئینی با نام خانوم
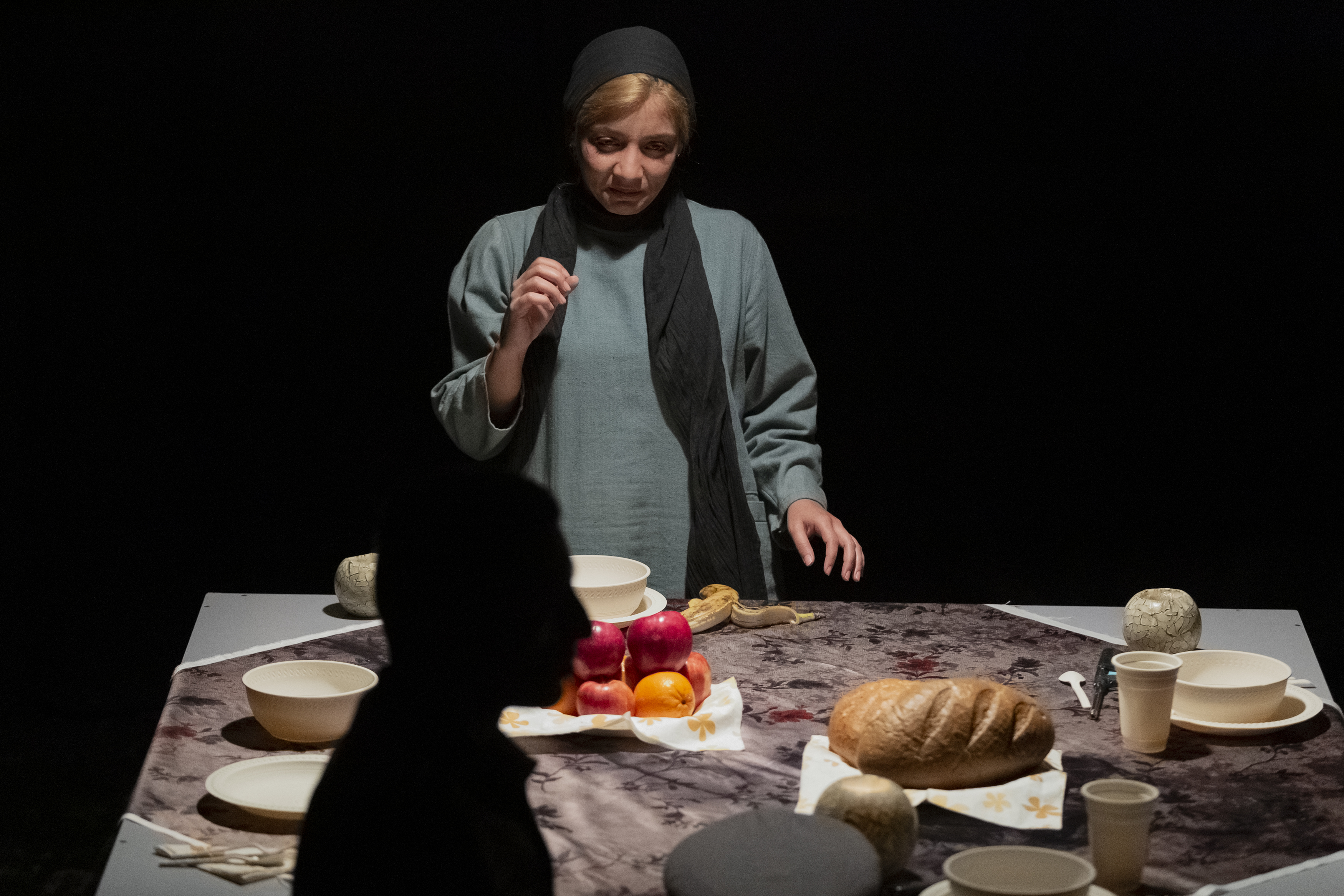
نمایش آشویتس زنان در سبک درام تاریخی در تهران
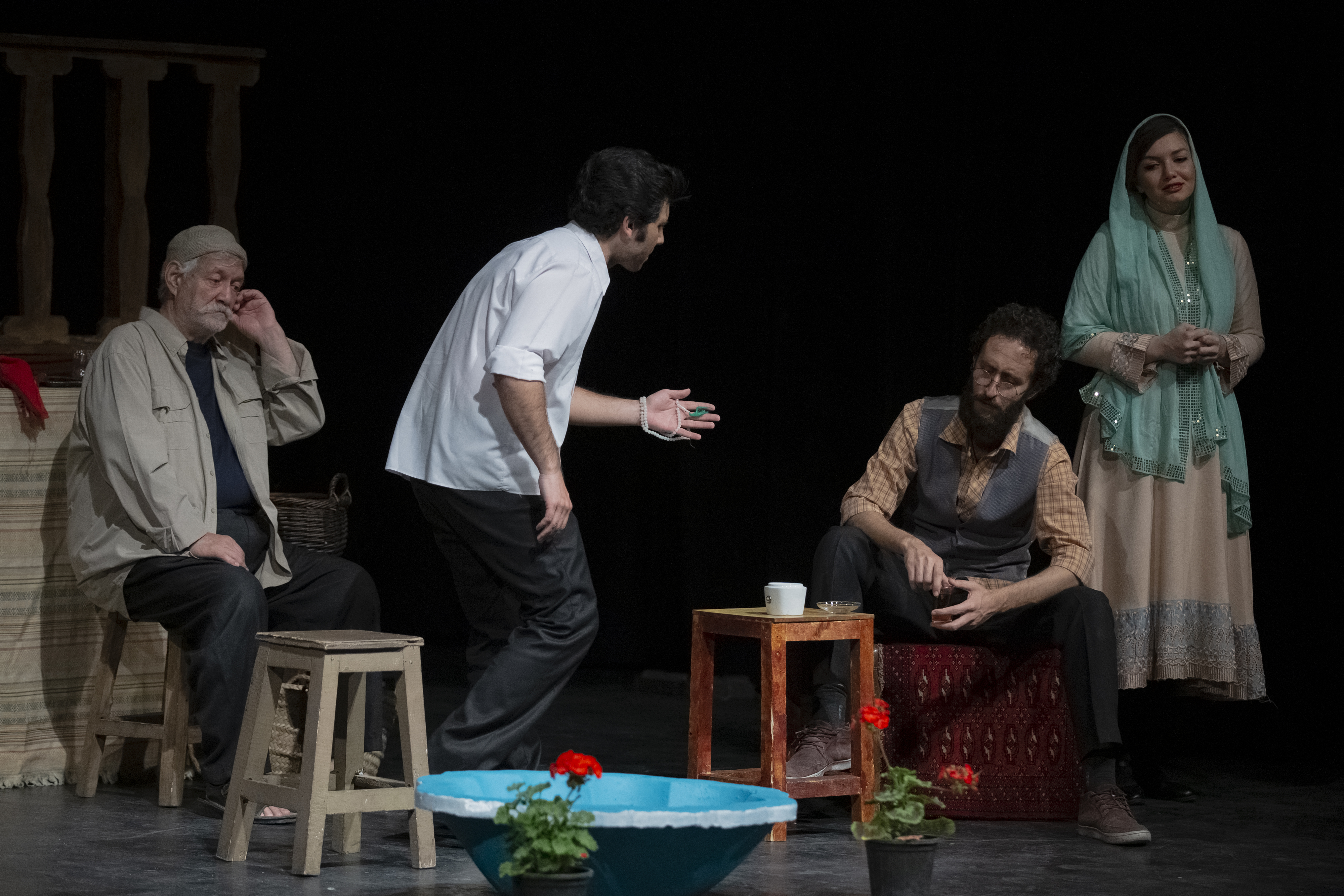
تئاتر گلدونه خانم به کارگردانی النا آهی و با بازی آتش تقی پور در تماشاخانه محراب شهر تهران
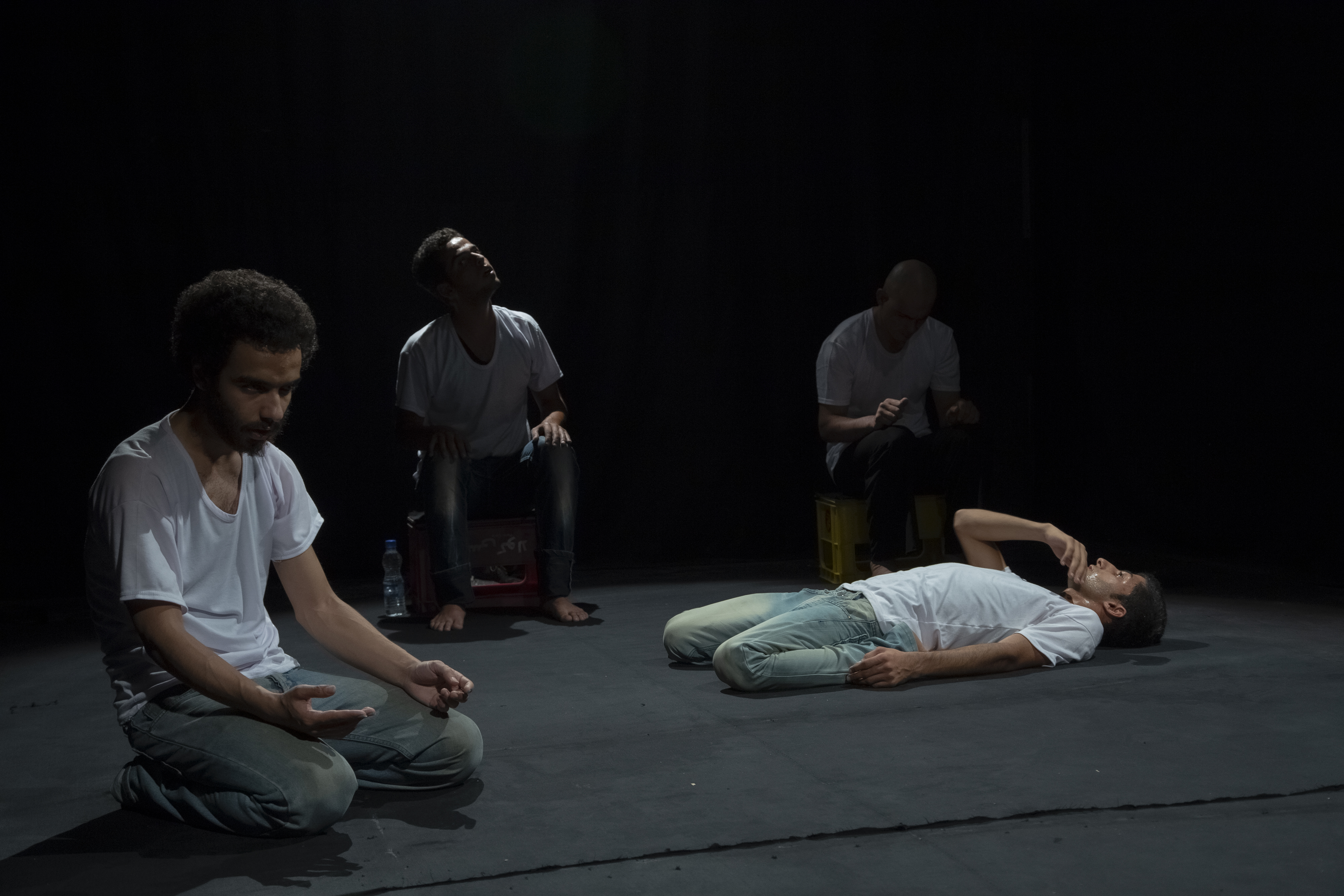
تئاتر فیزیکال پرفورمانس آنک ماه محصولی از کمپانی گاراژ تیاتر (سال ۱۳۹۱)
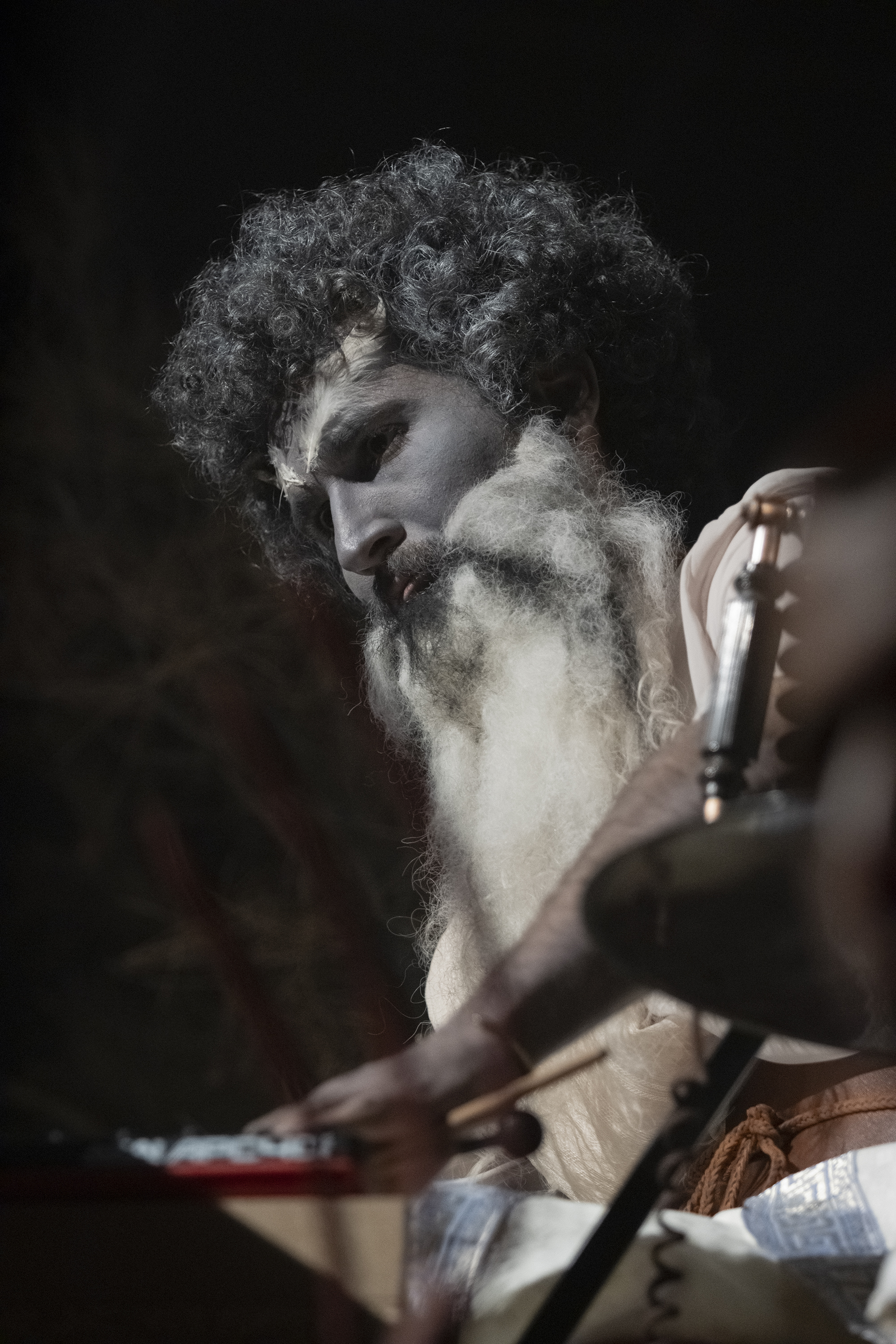
نمایش مرگ تصادفی یک دراکولا در مشهد